# José María Montes
José María Montes (Almirante Brown, 22 de marzo de 1920 – Temperley, Buenos Aires, 2 de septiembre de 2011) fue un prelado católico argentino.
José María Montes, de una familia de trece hijos, era auxiliar de juzgado en Almirante Brown y trabajaba para la empresa Bunge & Born. En 1949 ingresó en el seminario de San José en La Plata. Despúés de completar sus estudios teológicos y filosóficos, fue ordenado sacerdote el 20 de diciembre de 1958 en San Gabriel Arcángel de La Plata por el Obispo Auxiliar de La Plata Raúl Francisco Primatesta.
Fue secretario particular de Primatesta y posteriormente capellán del Hospital Italiano de Buenos Aires y párroco de Nuestra Señora de la Victoria en La Plata. En 1965 se convirtió en vicario de Nuestra Señora del Valle y fundó el colegio parroquial John F. Kennedy. También participó en la Acción Católica. En 1976 se convirtió en párroco de Nuestra Señora de los Dolores Santa Iglesia Catedral y rector y canónigo de la Catedral de La Plata, una de las iglesias más grandes de América del Sur. 
el 15 de junio de 1978, el papa Pablo VI lo nombró obispo titular de Lamdia y obispo auxiliar en la Archidiócesis de La Plata. El Arzobispo de La Plata, Antonio José Plaza le confirió la consagración episcopal el 15 de agosto del mismo año. Su lema fue "Es necesario que El crezca y que yo disminuya".
Fue nombrado Obispo de Chascomús por el Papa Juan Pablo II el 19 de enero de 1983 e investido el 8 de marzo de 1983. El 3 de julio de 1996, el Papa Juan Pablo II aceptó su retiro.